# Estación de Santa Eugenia
Santa Eugenia es una estación ferroviaria española ubicada en el barrio homónimo de Madrid junto a la avenida de igual nombre. Forma parte de las líneas C-2, C-7 y C-8 de Cercanías Madrid. La estación fue uno de los escenarios de los atentados del 11 de marzo de 2004. Tres años después, en 2007, se inauguró un monumento en memoria de este suceso en el exterior.

## Situación ferroviaria
La estación está situada en el punto kilométrico 9,1 de la línea férrea de ancho ibérico Atocha-San Fernando de Henares, a 652 metros de altitud. Históricamente, también formó parte de la línea férrea de ancho convencional que une Madrid con Barcelona, cuando esta tenía su cabecera en la estación de Madrid-Atocha.

## La estación
La apertura de la estación es muy posterior a la apertura de la línea férrea Madrid-Zaragoza sobre cuyo trazado se encuentra ya que coincide con la creación de las líneas de Cercanías Madrid. Se construyó a raíz del desarrollo del barrio que la rodea situándose en un extremo del mismo.
En 2011 se realizaron obras que afectaron principalmente al andén central que fue ampliado, y adaptado a las personas con discapacidad. Se mejoró también la videovigilancia y la información ofrecida a los viajeros.

## Servicios ferroviarios
| procedencia/destino                              | < estación | Línea | estación > | destino/procedencia |
| ------------------------------------------------ | ---------- | ----- | ---------- | ------------------- |
| Chamartín                                        | Vallecas   |       | Vicálvaro  | Guadalajara         |
| Príncipe Pío                                     | Vallecas   |       | Vicálvaro  | Alcalá de Henares   |
| Cercedilla                                       | Vallecas   |       | Vicálvaro  | Guadalajara         |
| Santa María de la Alameda-Peguerinos El Escorial | Vallecas   |       | Vicálvaro  | Guadalajara         |

La estación forma parte de las líneas C-2, C-7 y C-8 de la red de Cercanías Madrid.

## Conexiones

### Autobuses
| Diurnos |                                  |                               |
| Línea   | Destino                          | Parada                        |
| 58      | Santa Eugenia Puente de Vallecas | 1039 SANTA EUGENIA (Cabecera) |
| 63      | Felipe II                        | 1039 SANTA EUGENIA (Cabecera) |
| 145     | Ensanche de Vallecas             | 3967 SANTA EUGENIA CERCANÍAS  |

Además, en las inmediaciones realizan parada gran parte de las líneas interurbanas del Corredor 3.